# ジャパンラグビートップリーグ2017-2018
ジャパンラグビートップリーグ2017-2018は2017年から2018年にかけて行われた日本国内最高峰の社会人ラグビーユニオンリーグである。

## 参加チーム
ジャパンラグビートップリーグ2017-2018の参加チームは下表の通りである（記載は前年の成績上位順）。
昨シーズンの結果、ホンダヒートが今シーズンより新設されるジャパンラグビートップチャレンジリーグに降格し、NTTドコモレッドハリケーンズが地域リーグから昇格した。
| チーム名                                    | 前年成績            | 備考                                                  |
| ------------------------------------------- | ------------------- | ----------------------------------------------------- |
| サントリーサンゴリアス                      | トップリーグ 優勝   |                                                       |
| ヤマハ発動機ジュビロ                        | トップリーグ 2位    |                                                       |
| パナソニックワイルドナイツ                  | トップリーグ 3位    |                                                       |
| 神戸製鋼コベルコスティーラーズ              | トップリーグ 4位    |                                                       |
| NTTコミュニケーションズシャイニングアークス | トップリーグ 5位    |                                                       |
| リコーブラックラムズ                        | トップリーグ 6位    |                                                       |
| キヤノンイーグルス                          | トップリーグ 7位    |                                                       |
| トヨタ自動車ヴェルブリッツ                  | トップリーグ 8位    |                                                       |
| 東芝ブレイブルーパス                        | トップリーグ 9位    |                                                       |
| NECグリーンロケッツ                         | トップリーグ 10位   |                                                       |
| 宗像サニックスブルース                      | トップリーグ 11位   |                                                       |
| クボタスピアーズ                            | トップリーグ 12位   |                                                       |
| 近鉄ライナーズ                              | トップリーグ 13位   | 残留（トップリーグ入替戦勝利）                        |
| コカ・コーラレッドスパークス                | トップリーグ 14位   | 残留（トップリーグ入替戦勝利）                        |
| 豊田自動織機シャトルズ                      | トップリーグ 15位   | 残留（トップリーグ入替戦勝利）                        |
| NTTドコモレッドハリケーンズ                 | トップウェスト 優勝 | 自動昇格（トップチャレンジ1 1位） 2シーズンぶりの復帰 |

## 昨年からの変更点
本年度は、2019 ラグビーワールドカップに向けたラグビー日本代表、及び3-7月に行われるスーパーラグビーの日本チーム「サンウルブズ」の試合・強化日程を考慮に入れたうえで、昨シーズンは行われなかったカンファレンス制+ポストシーズン（プレーオフ）が2シーズンぶりに復活。これまでは別大会として行われていた日本ラグビーフットボール選手権大会がトップリーグの優勝決定トーナメントと兼ねることになった。
- リーグ戦　参加16チームを8チームずつ2組に分け、同一グループ内で1回総当たり7試合+別グループからは6チームと1回総当たり6試合の13試合を行う。
- ポストシーズン
  - 「優勝決定トーナメント」（日本選手権兼）　各組の1・2位の4チームによるトーナメント。優勝クラブはトップリーグと日本選手権の2冠を同時獲得する権利が与えられる。
  - 「5-8位順位決定トーナメント」　各組の3・4位の4チームによるトーナメント
  - 「9-12位順位決定トーナメント」　各組の5・6位の4チームによるトーナメント
  - 「13-16位順位決定トーナメント」　各組の7・8位の4チームによるトーナメント。順位決定予備戦勝者の2チーム+15・16位決定戦の勝者の3チームはトップチャレンジリーグ2-4位のチームとの入れ替え戦に進出、15・16位決定戦敗戦チームは最下位（16位）となり自動的に2018-19シーズンのトップチャレンジリーグ降格。

## リーグ戦

### レッド カンファレンス
| 順位 | チーム                                      | 試合 | 勝 | 分 | 負 | 得点 | 失点 | 得失 | BP | 勝点 |                                    |
| ---- | ------------------------------------------- | ---- | -- | -- | -- | ---- | ---- | ---- | -- | ---- | ---------------------------------- |
| 1    | サントリーサンゴリアス                      | 13   | 12 | 0  | 1  | 450  | 180  | +270 | 7  | 55   | 優勝決定トーナメント兼日本選手権へ |
| 2    | トヨタ自動車ヴェルブリッツ                  | 13   | 10 | 0  | 3  | 394  | 288  | +106 | 6  | 46   | 優勝決定トーナメント兼日本選手権へ |
| 3    | 東芝ブレイブルーパス                        | 13   | 8  | 0  | 5  | 345  | 292  | +53  | 7  | 39   | 5〜8位決定トーナメントへ           |
| 4    | 神戸製鋼コベルコスティーラーズ              | 13   | 7  | 1  | 5  | 353  | 297  | +56  | 7  | 37   | 5〜8位決定トーナメントへ           |
| 5    | NTTコミュニケーションズシャイニングアークス | 13   | 6  | 1  | 6  | 310  | 277  | +33  | 5  | 31   | 9〜12位決定トーナメントへ          |
| 6    | クボタスピアーズ                            | 13   | 6  | 0  | 7  | 305  | 401  | -96  | 2  | 26   | 9〜12位決定トーナメントへ          |
| 7    | NTTドコモレッドハリケーンズ                 | 13   | 6  | 0  | 7  | 291  | 402  | -111 | 2  | 26   | 13〜16位決定トーナメントへ         |
| 8    | 近鉄ライナーズ                              | 13   | 4  | 0  | 9  | 213  | 365  | -152 | 1  | 17   | 13〜16位決定トーナメントへ         |

### ホワイト カンファレンス
| 順位 | チーム                       | 試合 | 勝 | 分 | 負 | 得点 | 失点 | 得失 | BP | 勝点 |                                    |
| ---- | ---------------------------- | ---- | -- | -- | -- | ---- | ---- | ---- | -- | ---- | ---------------------------------- |
| 1    | パナソニックワイルドナイツ   | 13   | 13 | 0  | 0  | 580  | 142  | +438 | 11 | 63   | 優勝決定トーナメント兼日本選手権へ |
| 2    | ヤマハ発動機ジュビロ         | 13   | 9  | 0  | 4  | 440  | 232  | +208 | 10 | 46   | 優勝決定トーナメント兼日本選手権へ |
| 3    | リコーブラックラムズ         | 13   | 9  | 0  | 4  | 314  | 239  | +75  | 7  | 43   | 5〜8位決定トーナメントへ           |
| 4    | NECグリーンロケッツ          | 13   | 6  | 0  | 7  | 250  | 323  | -73  | 2  | 26   | 5〜8位決定トーナメントへ           |
| 5    | キヤノンイーグルス           | 13   | 4  | 0  | 9  | 246  | 399  | -153 | 4  | 20   | 9〜12位決定トーナメントへ          |
| 6    | 豊田自動織機シャトルズ       | 13   | 2  | 0  | 11 | 248  | 362  | -114 | 3  | 11   | 9〜12位決定トーナメントへ          |
| 7    | 宗像サニックスブルース       | 13   | 1  | 0  | 12 | 205  | 392  | -187 | 4  | 8    | 13〜16位決定トーナメントへ         |
| 8    | コカ・コーラレッドスパークス | 13   | 0  | 0  | 13 | 203  | 556  | -353 | 3  | 3    | 13〜16位決定トーナメントへ         |

## 総合順位決定トーナメント

### 優勝決定トーナメント兼第55回日本ラグビーフットボール選手権大会
|  | 準決勝                                                   | 準決勝                        |                              |                              | 決勝 | 決勝 |
|  |                                                          |                               |                              |                              |      |      |
|  | 2018年1月6日 - ヤンマー、大阪                            |                               |                              |                              |      |      |
|  | トヨタ自動車ヴェルブリッツ （レッドカンファレンス2位）   | 11                            |                              |                              |      |      |
|  | パナソニックワイルドナイツ （ホワイトカンファレンス1位） | 17                            |                              |                              |      |      |
|  |                                                          |                               | 2018年1月13日 - 秩父宮、東京 |                              |      |      |
|  | パナソニックワイルドナイツ                               | 8                             |                              |                              |      |      |
|  |                                                          | サントリーサンゴリアス        | 12                           |                              |      |      |
|  |                                                          |                               |                              |                              |      |      |
|  | 3位決定戦                                                |                               |                              |                              |      |      |
|  | 2018年1月6日 - ヤンマー、大阪                            | 2018年1月6日 - ヤンマー、大阪 | 2018年1月13日 - 秩父宮、東京 | 2018年1月13日 - 秩父宮、東京 |      |      |
|  | サントリーサンゴリアス （レッドカンファレンス1位）       | 49                            | トヨタ自動車ヴェルブリッツ   | 10                           |      |      |
|  | ヤマハ発動機ジュビロ （ホワイトカンファレンス2位）       | 7                             |                              | ヤマハ発動機ジュビロ         | 28   |      |

### 5位決定トーナメント
|  | 準決勝                                                     | 準決勝                      |                              |                              | 5位決定戦 | 5位決定戦 |
|  |                                                            |                             |                              |                              |           |           |
|  | 2018年1月6日 - 秩父宮、東京                                |                             |                              |                              |           |           |
|  | 神戸製鋼コベルコスティーラーズ （レッドカンファレンス4位） | 19                          |                              |                              |           |           |
|  | リコーブラックラムズ （ホワイトカンファレンス3位）         | 10                          |                              |                              |           |           |
|  |                                                            |                             | 2018年1月14日 - 秩父宮、東京 |                              |           |           |
|  | 神戸製鋼コベルコスティーラーズ                             | 41                          |                              |                              |           |           |
|  |                                                            | 東芝ブレイブルーパス        | 17                           |                              |           |           |
|  |                                                            |                             |                              |                              |           |           |
|  | 7位決定戦                                                  |                             |                              |                              |           |           |
|  | 2018年1月6日 - 秩父宮、東京                                | 2018年1月6日 - 秩父宮、東京 | 2018年1月14日 - 秩父宮、東京 | 2018年1月14日 - 秩父宮、東京 |           |           |
|  | 東芝ブレイブルーパス （レッドカンファレンス3位）           | 29                          | リコーブラックラムズ         | 44                           |           |           |
|  | NECグリーンロケッツ （ホワイトカンファレンス4位）          | 22                          |                              | NECグリーンロケッツ          | 22        |           |

### 9位決定トーナメント
|  | 準決勝                                                                  | 準決勝                                      |                                  |                                  | 9位決定戦 | 9位決定戦 |
|  |                                                                         |                                             |                                  |                                  |           |           |
|  | 2018年1月6日 - ミクスタ、福岡                                           |                                             |                                  |                                  |           |           |
|  | クボタスピアーズ （レッドカンファレンス6位）                            | 30                                          |                                  |                                  |           |           |
|  | キヤノンイーグルス （ホワイトカンファレンス5位）                        | 31                                          |                                  |                                  |           |           |
|  |                                                                         |                                             | 2018年1月14日 - パロ瑞穂ラ、愛知 |                                  |           |           |
|  | キヤノンイーグルス                                                      | 32                                          |                                  |                                  |           |           |
|  |                                                                         | NTTコミュニケーションズシャイニングアークス | 38                               |                                  |           |           |
|  |                                                                         |                                             |                                  |                                  |           |           |
|  | 11位決定戦                                                              |                                             |                                  |                                  |           |           |
|  | 2018年1月6日 - ミクスタ、福岡                                           | 2018年1月6日 - ミクスタ、福岡               | 2018年1月14日 - パロ瑞穂ラ、愛知 | 2018年1月14日 - パロ瑞穂ラ、愛知 |           |           |
|  | NTTコミュニケーションズシャイニングアークス （レッドカンファレンス5位） | 27                                          | クボタスピアーズ                 | 31                               |           |           |
|  | 豊田自動織機シャトルズ （ホワイトカンファレンス6位）                    | 19                                          |                                  | 豊田自動織機シャトルズ           | 10        |           |

### 13位決定トーナメント
|  | 準決勝                                                     | 準決勝                          |                                |                                | 13位決定戦 | 13位決定戦 |
|  |                                                            |                                 |                                |                                |            |            |
|  | 2018年1月6日 - パロ瑞穂ラ、愛知                            |                                 |                                |                                |            |            |
|  | 近鉄ライナーズ （レッドカンファレンス8位）                 | 8                               |                                |                                |            |            |
|  | 宗像サニックスブルース （ホワイトカンファレンス7位）       | 29                              |                                |                                |            |            |
|  |                                                            |                                 | 2018年1月13日 - ヤンマー、大阪 |                                |            |            |
|  | 宗像サニックスブルース                                     | 32                              |                                |                                |            |            |
|  |                                                            | コカ・コーラレッドスパークス    | 5                              |                                |            |            |
|  |                                                            |                                 |                                |                                |            |            |
|  | 15位決定戦                                                 |                                 |                                |                                |            |            |
|  | 2018年1月6日 - パロ瑞穂ラ、愛知                            | 2018年1月6日 - パロ瑞穂ラ、愛知 | 2018年1月13日 - ヤンマー、大阪 | 2018年1月13日 - ヤンマー、大阪 |            |            |
|  | NTTドコモレッドハリケーンズ （レッドカンファレンス7位）    | 14                              | 近鉄ライナーズ                 | 13                             |            |            |
|  | コカ・コーラレッドスパークス （ホワイトカンファレンス8位） | 19                              |                                | NTTドコモレッドハリケーンズ    | 21         |            |

## 入替制度

### トップチャレンジリーグ創設に伴う変更
今シーズンよりトップリーグと各地域リーグ（トップイースト、トップウェスト、トップキュウシュウ）の間に新しく全国規模の2部リーグとして「ジャパンラグビートップチャレンジリーグ」が創設された。それに伴い今シーズンは以下の点が変更される。
| 変更箇所                                    | 前年まで（2015-2016シーズン） | 今年から（2016-2017シーズン） |
| ------------------------------------------- | ----------------------------- | ----------------------------- |
| 自動昇格チーム                              | トップチャレンジ1・1位        | トップチャレンジリーグ・優勝  |
| トップリーグ入替戦出場チーム                | トップチャレンジ1・2-4位      | トップチャレンジリーグ・2-4位 |
| トップリーグ入替戦 トップリーグ15位対戦相手 | トップチャレンジ1・2位        | トップチャレンジリーグ・2位   |
| トップリーグ入替戦 トップリーグ14位対戦相手 | トップチャレンジ1・3位        | トップチャレンジリーグ・3位   |
| トップリーグ入替戦 トップリーグ13位対戦相手 | トップチャレンジ1・4位        | トップチャレンジリーグ・4位   |

### 自動降格
15位決定戦の結果、近鉄ライナーズがトップリーグ16位となり、トップチャレンジリーグへの自動降格が決定した。

### 自動昇格
トップチャレンジリーグ・2ndステージ上位リーグの結果、ホンダヒートが優勝し、トップリーグへの自動昇格が決定した。

### トップリーグ入替戦
今シーズンはトップリーグからは13位宗像サニックスブルース、14位コカ・コーラレッドスパークス、15位NTTドコモレッドハリケーンズの3チーム、トップチャレンジリーグからは2位日野自動車レッドドルフィンズ、3位三菱重工相模原ダイナボアーズ、4位九州電力キューデンヴォルテクスの3チームが出場する。
- 1月20日 宗像サニックスブルース(トップリーグ13位) 40 -21 九州電力キューデンヴォルテクス(トップチャレンジリーグ・4位)　(ミクニワールドスタジアム北九州)
- 1月20日 コカ・コーラレッドスパークス(トップリーグ14位)27 -27 三菱重工相模原ダイナボアーズ(トップチャレンジリーグ・3位) (ミクニワールドスタジアム北九州)
- 1月20日 NTTドコモレッドハリケーンズ(トップリーグ15位) 17-20 日野自動車レッドドルフィンズ(トップチャレンジリーグ・2位) (ヤンマースタジアム長居)

入替戦の結果、宗像サニックスブルース、コカ・コーラレッドスパークスのトップリーグ残留、日野自動車レッドドルフィンズのトップリーグ昇格が決定した。なお入替戦を勝利してトップリーグに昇格するのは2015-2016シーズン（当時はトップチャレンジ出場チーム）の宗像サニックスブルース以来2シーズンぶり3チーム目である。

## 表彰
2017-2018シーズンの年間表彰式は、2018年1月21日に実施された。

### チーム表彰

#### TOP LEAGUE 優勝チーム
|        | チーム名                   | 備考             |
| ------ | -------------------------- | ---------------- |
| 優勝   | サントリーサンゴリアス     | （2季連続5回目） |
| 準優勝 | パナソニックワイルドナイツ |                  |
| 第3位  | ヤマハ発動機ジュビロ       |                  |

#### フェアプレーチーム賞
| チーム名                    | 備考             |
| --------------------------- | ---------------- |
| パナソニック ワイルドナイツ | （3季ぶり7回目） |

### 個人表彰

#### トップリーグMVP
| 氏名       | 所属チーム             | 備考       |
| ---------- | ---------------------- | ---------- |
| 松島幸太朗 | サントリーサンゴリアス | （初受賞） |

#### 新人賞
| 氏名     | 所属チーム                 |
| -------- | -------------------------- |
| 姫野和樹 | トヨタ自動車ヴェルブリッツ |

#### 最多トライゲッター
| 氏名     | 所属チーム                 | 備考                     |
| -------- | -------------------------- | ------------------------ |
| 山田章仁 | パナソニックワイルドナイツ | 12トライ（5季ぶり2回目） |

#### 得点王
| 氏名                 | 所属チーム                 | 備考                                |
| -------------------- | -------------------------- | ----------------------------------- |
| ライオネル・クロニエ | トヨタ自動車ヴェルブリッツ | 132得点(5T/28G/16PG/1DG) （初受賞） |

#### ベストキッカー
| 氏名     | 所属チーム           | 備考                                                                                            |
| -------- | -------------------- | ----------------------------------------------------------------------------------------------- |
| 五郎丸歩 | ヤマハ発動機ジュビロ | キック成功率83.02%（Ｇ・ＰＧ） (G:50回中41回成功 82.00%、PG：3回中3回成功 100%)（5季ぶり3回目） |

#### ベストホイッスル
| 氏名     | 備考             |
| -------- | ---------------- |
| 麻生彰久 | （5季連続5回目） |

#### AIG賞
| 氏名   | 備考       |
| ------ | ---------- |
| 大槻卓 | （初受賞） |

※AIG賞とは、今シーズンレフリーとアシスタントレフリーを合算して最も多く担当し、多大な貢献をした方に贈られる賞。

#### Opta賞
| 氏名             | 備考                           |
| ---------------- | ------------------------------ |
| セミシ・マシレワ | ゲインメーター1,240m（初受賞） |

※Opta賞はジャパンラグビー トップリーグ 2017-2018第13節までの104試合を対象に、ゲインメーターの記録が最も高かった選手に贈られる賞。ゲインメーターとは、プレーが始まる場所からゴールラインに平行に引いたライン（ゲインライン）をボールを保持した状態で攻撃方向90度に進んだ距離の総数。ゲインラインはキックオフの時はセンターライン、キックをキャッチした時はキャッチした場所、スクラムの時はスクラムの中心からゴールラインと平行に引いた仮想ライン。

### ベストフィフティーン
| ポジション | 氏名                   | 所属チーム                  | 備考             |
| ---------- | ---------------------- | --------------------------- | ---------------- |
| PR1        | 稲垣啓太               | パナソニックワイルドナイツ  | （5季連続5回目） |
| HO         | 堀江翔太               | パナソニックワイルドナイツ  | （2季ぶり7回目） |
| PR3        | ヴァルアサエリ愛       | パナソニックワイルドナイツ  | （初受賞）       |
| LO         | サム・ワイクス         | パナソニックワイルドナイツ  | （初受賞）       |
| LO         | ジョー・ウィーラー     | サントリーサンゴリアス      | （2季連続2回目） |
| FL         | デービッド・ポーコック | パナソニックワイルドナイツ  | （初受賞）       |
| FL         | 姫野和樹               | トヨタ自動車ヴェルブリッツ  | （初受賞）       |
| NO8        | リーチマイケル         | 東芝ブレイブルーパス        | （2季ぶり5回目） |
| SH         | 流大                   | サントリーサンゴリアス      | （2季連続2回目） |
| SO         | ベリック・バーンズ     | パナソニック ワイルドナイツ | （2季ぶり4回目） |
| WTB        | 福岡堅樹               | パナソニック ワイルドナイツ | （初受賞）       |
| WTB        | 山田章仁               | パナソニック ワイルドナイツ | （3季ぶり5回目） |
| CTB        | マット・ギタウ         | サントリーサンゴリアス      | （初受賞）       |
| CTB        | 松田力也               | パナソニック ワイルドナイツ | （初受賞）       |
| FB         | 松島幸太朗             | サントリーサンゴリアス      | （2季連続3回目） |

## エピソード
リーグ開幕に先立ち、トップリーグ選手出演のPV『トップリーグの逆襲』が公開された。